# クリエイティブ勇気
株式会社クリエイティブ勇気（クリエイティブゆうき）は、兵庫県神戸市灘区にあるビデオの制作プロダクション。

## 沿革
- 1992年12月 - 設立。
- 2007年4月 - 大阪事務所を設立。（現在は撤退）

## 所属スタッフ
- 大西　徹（ディレクター）

## 主な作品

### CM
- 大阪モノレール
- 花まるいち
- Feel 神戸